# Jaqueline de Longwy
Jaqueline de Longwy (1520 — Paris, 28 de agosto de 1561) foi suo jure condessa de Bar-sur-Seine, duquesa consorte de Montpensier e delfina de Auvérnia pelo seu casamento com Luís III de Montpensier.

## Família
Jaqueline foi a filha de João IV de Longwy, Senhor de Givry, Barão de Pagny e Mirebeau, e de Joana de Angoulême, suo jure condessa de Bar-sur-Seine.
Os seus avós paternos eram Filipe de Longwy, Senhor de Givry, Pagny e Long Pierre e Joana de Bauffremont, Senhora de Mirabeau, La Borde, Ruilly e Savigny. Os seus avós maternos eram Carlos de Orleães-Angolema e sua amante, Antonieta de Polignac, Senhora de Combronde, dama de companhia da esposa de Carlos, Luísa de Saboia, Duquesa de Nemours.
Ela teve duas irmãs: Francisca, senhora de Pagny e Mirebeau, esposa do almirante Philippe de Chabot, e depois casada com Jacques de Perusse, Senhor d'Escars, e Cláudia, abadessa de Jouarre.
Sua mãe, Joana, era meia-irmã paterna ilegítima do rei Francisco I de França. O tio paterno de Jaqueline era Claude de Longwy de Givry, bispo de Mâcon.

## Biografia

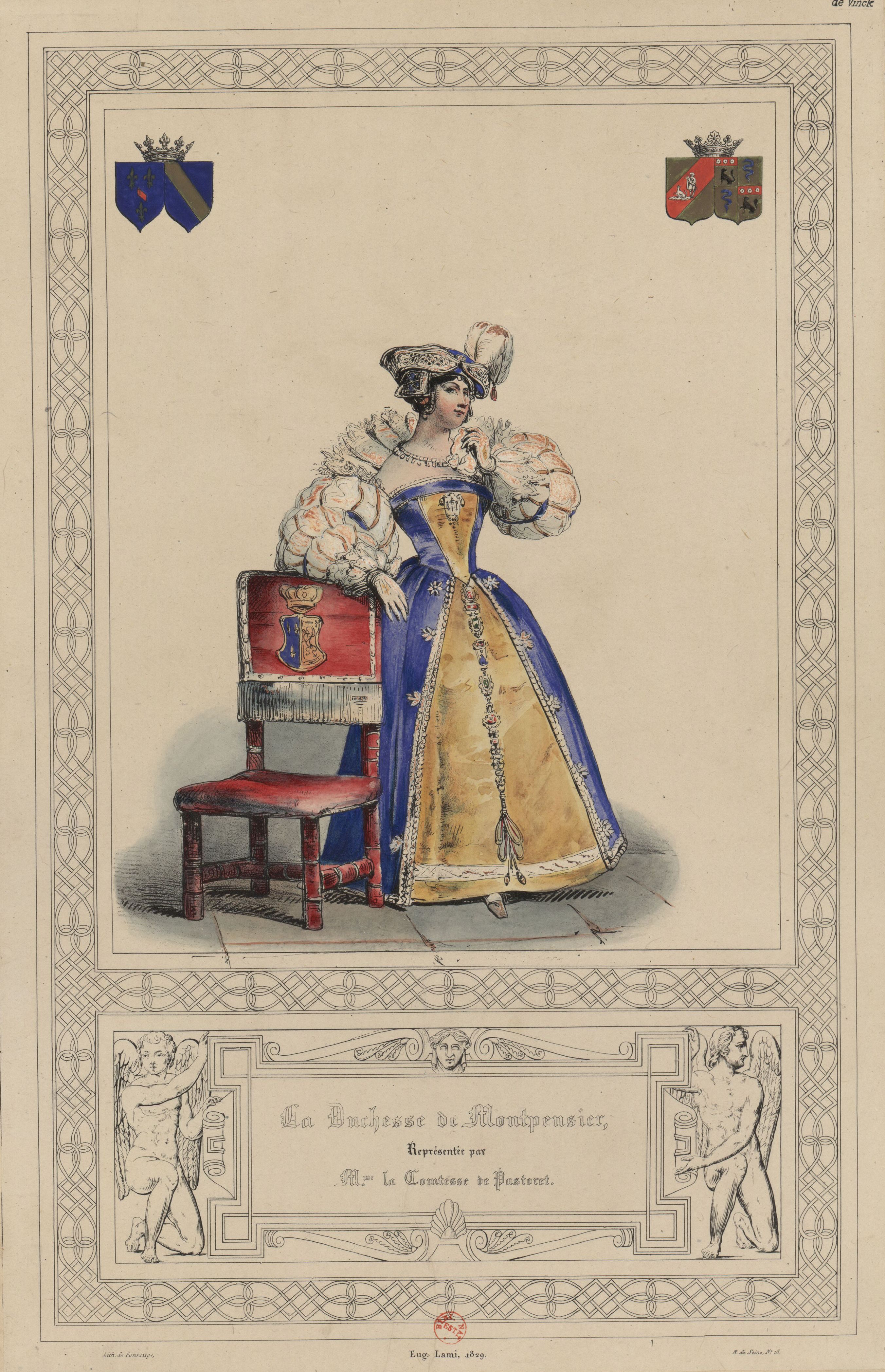
Imagem da condessa de Pastoret representando Jaqueline, em 1829, retirado do álbum do baile de Mary Stuart por Eugène Lami.

No dia 1 de agosto de 1538, com aproximadamente dezoito anos, Jaqueline casou-se com o futuro duque de Montpensier, Luís de Bourbon, de vinte e cinco anos. Ele era filho do príncipe Luís de La Roche-sur-Yon e de Luísa de Bourbon, Duquesa de Montpensier.
Em 1543, seu marido tornou-se delfim de Auvérnia. A delfina esteve presente no batismo de Francisco II de França, neste mesmo ano.
Em 1559, Jaqueline e Luís compareceram a coroação do rei Francisco II e da rainha Maria da Escócia.
Jaqueline frequentava a corte francesa desde 1533, quando em 1560, a condessa foi essencial nas negociações com Antônio de Bourbon, Duque de Vendôme, que o convenceram a desistir de reivindicar a regência a favor da rainha Catarina de Médici. No mesmo ano passou a ocupar a posição de primeira dama de honra da rainha regente, até sua morte, em 1561.
Protestante, ela frequentemente intercedia com a rainha a favor dos huguenotes.
O casal teve seis filhos, cinco meninas e um menino. 
A duquesa faleceu em 28 de agosto de 1561, com cerca de 41 anos de idade.

## Descendência
- Francisco de Bourbon, Duque de Montpensier (1542 – 4 de junho de 1592), sucessor do pai. Foi marido de Renata de Anjou, com quem teve um filho;
- Joana de Bourbon (1542 – 24 de março de 1624), foi abadessa em Sainte Croix de Poitiers e em Jouarre;
- Francisca de Bourbon (m. 1587), esposa de Henrique Roberto de La Marck, duque de Bulhão e príncipe de Sedan, com quem teve quatro filhos;
- Ana de Bourbon (m. 1572), esposa de Francisco II de Cleves, duque de Nevers. Sem descendência;
- Carlota de Bourbon ( 1546/1547 – 5 de maio de 1582), foi esposa de Guilherme I, Príncipe de Orange, com quem teve seis filhas;
- Luísa de Bourbon (m. 1586), foi uma religiosa em Fontevrault, e abadessa de Jouars e Farmoutiers.